# Albert Henry Krehbiel
Albert Henry Krehbiel (25 de noviembre de 1873-29 de junio de 1945) fue el pintor estadounidense más condecorado de la Academia Francesa, ganando el Prix De Rome, cuatro medallas de oro y cinco premios en efectivo. Nació en Denmark, Iowa y enseñó, vivió y trabajó durante muchos años en Chicago. Su obra maestra es el programa de once pinturas / murales decorativos para las paredes y dos techos para las Salas de la Corte Suprema y de Apelaciones de Springfield, Illinois (1907-1911). Aunque se educó como realista en París, lo que se refleja en sus obras murales neoclásicas, es más conocido como impresionista estadounidense. Más adelante en su carrera, Krehbiel experimentó de una manera más moderna (en un estilo que se conoció como "sincromismo").

## Vida y carrera

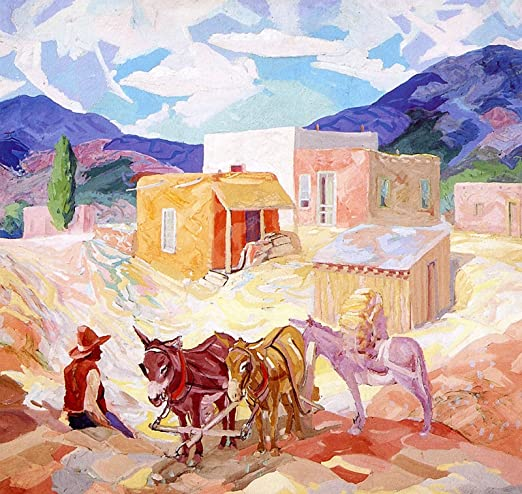
Jinete de Santa Fe

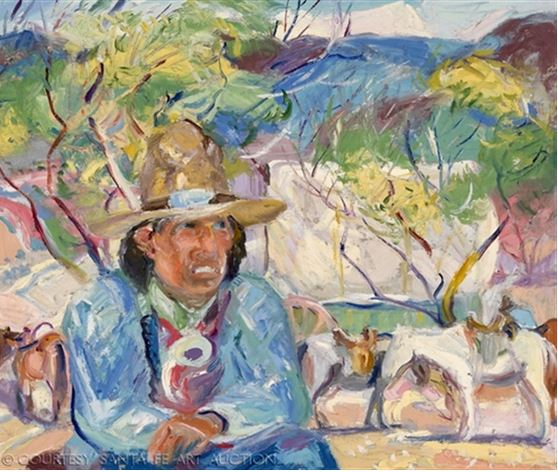
Indio nativo

Nacido en 1873. En 1879, se trasladó con su familia a Newton, Kansas, donde su padre era un prominente laico menonita, próspero fabricante de carruajes y calesas, y más tarde cofundador del Bethel College. En el verano de 1898, Krehbiel se dirigió a Chicago en bicicleta con su hermano menor, Fred, y se matriculó en el Art Institute para el semestre de otoño. Albert Henry Krehbiel se graduó en el Instituto de Arte de Chicago, donde, en 1902, se le otorgó una beca de viaje estadounidense para estudiar en el extranjero. En 1903, comenzó sus tres años de estudio en la acostumbrada Académie Julian de París con el pintor de historia y muralista Jean-Paul Laurens. Krehbiel ganó cuatro medallas de oro en la Académie Julian (el único estadounidense que lo ha hecho) así como el codiciado Prix de Rome.  En 1905, recibió el estimado honor de que dos de sus obras neoclásicas fueran seleccionadas por un jurado para la exposición anual organizada por la Société des Artistes Français en París (también conocida como el Salón de París).
Al regresar a los Estados Unidos, Krehbiel recibió el encargo de diseñar y pintar el mural para el Tribunal de Menores de Chicago en 1906.  En 1907, se le otorgó por unanimidad la comisión en un concurso nacional para diseñar y pintar los once murales de pared y dos de techo para las salas de la Corte Suprema y de Apelaciones del edificio de la Corte Suprema de Illinois en Springfield, la capital del estado. Iniciado en 1907, el último mural del edificio de la Corte Suprema se completó e instaló en 1911. El Sr. W. Carby Zimmerman, arquitecto del edificio, consideró la obra realizada por Krehbiel como "un ejemplo de la mejor pintura mural jamás ejecutada en Occidente".

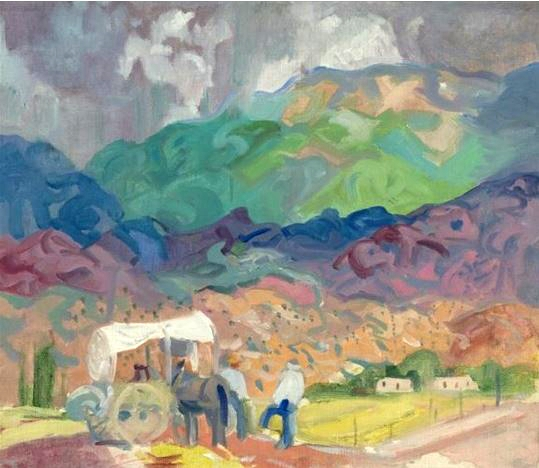
Krehbiel - Wagon - 1922

En 1918 y 1919, Krehbiel pasó los veranos en colonias de arte en Santa Mónica, California, y en Santa Fe, Nuevo México. Desde 1920 hasta 1923, pasó los veranos exclusivamente en Santa Fe como miembro expositor de la Colonia de Arte de Santa Fe. En los veranos de 1922 y 1923, Krehbiel fue invitado por el Museo de Nuevo México en Santa Fe a participar en su Programa de Artistas Visitantes y se le asignó un estudio en el prestigioso Palacio de los Gobernadores junto a su contemporáneo, el realista Ashcan Robert Henri.
Krehbiel tuvo asociaciones y exposiciones con los otros artistas de la Colonia de Arte de Santa Fe y la Sociedad de Artistas de Taos, como George Bellows y Gustave Baumann (exposición en McPherson, Kansas, 1918), y Bror Julius Olsson Nordfeldt, Marsden Hartley y Sheldon Parsons (exposición en El Paso, Texas, 1920). Otros artistas notables con los que Krehbiel exhibió durante este período incluyen a William Victor Higgins, Ernest L. Blumenschein, John French Sloan, Raymond Jonson y Stuart Davis.
Krehbiel fue miembro de la facultad del Instituto de Arte de Chicago durante 39 años y en el Instituto de Tecnología Armor (más tarde Instituto de Tecnología de Illinois después de fusionarse con el Instituto Lewis) durante 32 años. En 1926, ayudó a iniciar la Escuela de Pintura de Verano del Instituto de Arte de Chicago (más tarde llamada Ox-Bow) en Saugatuck, Míchigan, donde pasó la mayor parte de los veranos restantes enseñando y pintando. En 1934, Krehbiel abrió su propia escuela de arte de verano en Saugatuck llamada AK Studio Cuando podía separarse de sus alumnos, capturaba las colinas circundantes y el río Kalamazoo en óleo, acuarela y pastel. A menudo visitaba Saugatuck en los inviernos para representar el área con su vasta y ondulante capa de nieve.

### Pinturas al aire libre

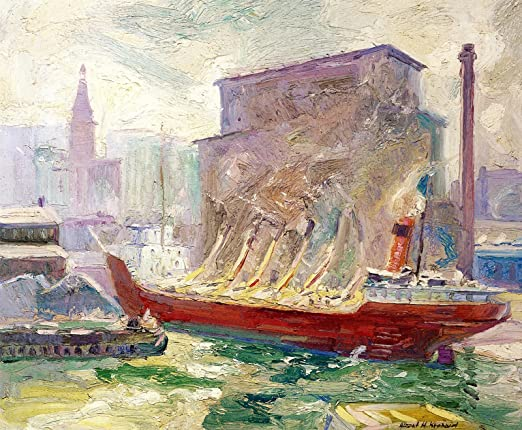
Cargando un carguero de granos

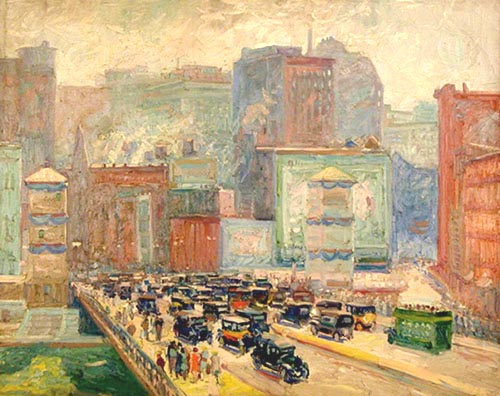
Mirando al sur en la avenida Michigan. Puente

Durante los años de 1912 a 1930, se sabía que Krehbiel salía de su casa en Park Ridge, Illinois, en una mañana helada y no regresaba hasta el final del día con dos o tres lienzos recién pintados del paisaje circundante. También compuso muchas acuarelas e innumerables pasteles de la zona, a menudo captando a los habitantes locales en los meses más cálidos trabajando en el campo o tomándose un momento para disfrutar del exuberante paisaje forestal poblado de arroyos. De vez en cuando, Krehbiel visitaba la ciudad de Galena, en el norte de Illinois, los fines de semana y días festivos para pintar grandes lienzos de las colinas cubiertas de árboles con sus casas y graneros dispersos.
Cuando enseñaba en el Art Institute of Chicago y residía (en el Cliff Dwellers Club) en el centro de Chicago, Krehbiel se dedicó a recrear los paisajes urbanos, la mayoría de ellos a poca distancia de sus aulas. Estas escenas familiares fueron pintadas entre clases desde las orillas del río Chicago. La mayoría se pintaron durante las horas punta cuando los automóviles y los peatones llenaban los puentes y las calles. Pintó el puente de la avenida Míchigan y el río Chicago en numerosas ocasiones, cada uno desde una perspectiva diferente. La mayoría de las imágenes del puente se ejecutaron en 1920, el año de su gran inauguración, con las torres del puente cubiertas de estandartes con cintas rojas, blancas y azules.
Desde alrededor de 1926 hasta principios de la década de 1940, Krehbiel creó una serie de composiciones de figuras sincromáticas en acuarela y óleo sobre lienzos pequeños y, en los últimos años, también en pastel y óleo sobre lienzos más grandes. Las figuras de esta serie reproducen las posturas de los modelos en sus clases de arte y, aunque al principio eran naturalistas, gradualmente se vuelven geométricas, incluso algo cubistas. Krehbiel desarrolló este nuevo estilo en un método de enseñanza de la representación de figuras haciendo que los estudiantes las compusieran mientras dibujaban. Los bocetos de un grupo de modelos con tres figuras, observados desde varios puntos de la sala, se representaban en una sola hoja de papel, o una serie de poses rápidas de un modelo se componían en una sola hoja. 
También produjo una gran cantidad de paisajes en este estilo sincromático y relativamente abstracto a partir de 1926. Creados principalmente en Saugatuck, la mayoría de estas obras se realizaron en pastel sobre papel.

## Muerte
A lo largo de los años, Krehbiel pintó continuamente. Desde sus bocetos y pinturas realizados mientras estudiaba en París y sus murales neoclásicos hasta sus obras impresionistas del suroeste de Estados Unidos, las escenas de calles y el río de Chicago y las representaciones arboladas del medio oeste rural, hasta sus composiciones de figuras y paisajes sincromáticos, pintó incesantemente y en todas las estaciones sin respeto por los elementos. Albert Henry Krehbiel murió de un infarto el 29 de junio de 1945 en Evanston, Illinois, mientras se preparaba para un viaje para pintar por Illinois y Kansas. Su muerte se produjo pocos días después de retirarse de la docencia en el Instituto de Tecnología de Illinois, aunque había accedido a permanecer en el Instituto de Arte de Chicago un año más.

## Exposiciones
Durante su prolífica carrera, las obras de Albert Henry Krehbiel se mostraron en multitud de exposiciones. Las exposiciones destacadas incluyen las siguientes:
- Salon des Artistes Français, París, Francia (1905)
- La Asociación de Arte Estadounidense en París, Francia (1905)
- Société des Artistes Français, París, (1905)
- Nueve pinturas en Académie Julian, París Francia (1903-1906)
- Dos pinturas en el Louvre, París, Francia (ca. 1905)
- Albert H. Krehbiel en la Primera Exposición de Obras de Antiguos Alumnos e Instructores del Instituto de Arte de Chicago; 8 de enero al 7 de febrero de 1918
- Exposiciones periódicas en las décadas de 1920 y 1930, y una Exposición conmemorativa en 1946, en el Cliff Dwellers Club. Chicago, Illinois
- La Academia de Bellas Artes de Pensilvania en 1923 (118a Exposición Estadounidense), 1928 y 1931
- La Exposición Fiesta de Pinturas de Artistas de Nuevo México en el Museo de Nuevo México en Santa Fe, (1923)
- La primera exposición de la Sociedad Nacional de Pintores Murales en la Galería de Arte Albright de la Academia de Bellas Artes de Buffalo en Buffalo, Nueva York, (1925)
- El Instituto de Arte de Chicago: exposiciones especiales; Escultura de Nancy Cox McCormack, Pinturas murales de Puvis de Chevannes, Albet Besnard y The National Society of Mural Painters, 17 de marzo al 24 de abril de 1925
- Exposición internacional A Century of Progress celebrada para conmemorar el centenario de la incorporación de la ciudad de Chicago (1933-1934)
- Un total de treinta y dos exposiciones en el Instituto de Arte de Chicago desde 1906 hasta 1939
- Galería conmemorativa Birger Sandzen, Lindsborg, Kansas (1978)
- Exposición de arte de murales, frisos y paisajes de Illinois de la Corte Suprema de Illinois (1980)
- Listado detallado de exposiciones de las obras de Albert Henry Krehbiel

## Museos / Colecciones
Las obras de Krehbiel se encuentran en las colecciones del Instituto de Arte de Chicago, el Museo de Arte de la Universidad DePaul en Chicago, el Museo de Arte de la Universidad de Míchigan en Ann Arbor, los Museos de Bellas Artes de San Francisco MH De Young Museum, el Mary and Leigh Block Museum of Art en Northwestern University en Evanston, Illinois, The Dubuque Museum of Art, Dubuque, Iowa, The John Vanderpoel Art Association, Chicago, Illinois y Burlington Northern and Santa Fe Railway Company en Fort Worth, Texas. 
Albert Henry Krehbiel actualmente tiene 171 obras incluidas en los Inventarios de Pinturas y Esculturas Estadounidenses de la Institución Smithsoniana en Washington D. C., y material de archivo seleccionado sobre la carrera de Krehbiel está disponible en los Archivos de Arte Estadounidense de la Institución Smithsoniana en Washington D. C., así como en las bibliotecas Ryerson & Burnham del Instituto de Arte de Chicago y en las bibliotecas de bellas artes de todo el país.

## Colecciones de museos en línea
- Albert Krehbiel trabaja en el catálogo de inventarios de arte del Smithsonian American Art Museum
- Albert Krehbiel trabaja en la colección permanente del Instituto de Arte de Chicago
- Albert Krehbiel trabaja en la colección permanente del Museo de Arte de la Universidad De Paul Archivado el 4 de marzo de 2016 en Wayback Machine.
- Albert Krehbiel en la colección permanente del Museo de Arte de la Universidad de Míchigan
- Documentos de Albert Henry Krehbiel, 1893-1985; Archivos de Arte Americano, Institución Smithsonian; Washington D. C.

## Murales en línea
- Los murales de Albert Krehbiel en el edificio de la Corte Suprema de Illinois : The Third Branch - A Chronicle of the Illinois Supreme Court; La historia de la Corte Suprema de Illinois
- Presentación de diapositivas de los murales de Albert Krehbiel en el edificio de la Corte Suprema de Illinois -- Bienvenido a los tribunales de Illinois
- Exposición de murales de Albert Henry Krehbiel en KrehbielArt.com
- Albert Krehbiel en su estudio en Park Ridge, Illinois; Archivos digitales de Illinois; la Biblioteca del Estado de Illinois y la Oficina del Secretario de Estado de Illinois